# فايت تي في
فايت تي في هي خدمة بث فيديو تعتمد على الاشتراك. تم إطلاقها في 20 مايو 2012 وهي متخصصة في بث المصارعة المحترفة وفنون القتال المختلطة وأحداث الملاكمة. لقد دخلت في شراكات مع آول إليت ريسلينغ (إيه إي دبليو) وإمباكت ريسلينغ ومايجور ليغ ريسلينغ (إم إل دبليو) ورينغ أوف هونر (إر أو إتش) ونيو جابان برو ريسلينغ (إن جاي بي دبليو) لبث محتواها.
الخدمة لديها أكثر من 1.6 مليون مستخدم مسجل في جميع أنحاء العالم.

## روابط خارجية
- الموقع الرسمي